# Lithobius sivasiensis
Lithobius sivasiensis är en mångfotingart som först beskrevs av Matic 1983.  Lithobius sivasiensis ingår i släktet Lithobius och familjen stenkrypare.
Artens utbredningsområde är Turkiet. Inga underarter finns listade i Catalogue of Life.